# Бакунино (Ярославская область)
Бакунино — село в Большесельском сельском поселении Большесельского района Ярославской области.

## География
Деревня расположена в 8 км к юго-востоку от районного центра, Большого села. Она стоит на удалении около 1 км к северу от левого берега реки Хоравка, левого притока Юхоти. На таком же удалении к северу от Байково находятся истоки Козинки, другого левого притока Юхоти. Здесь в верховьях Хоринки находится агломерация близко расположенных деревень: на расстоянии около 1 км к западу стоит деревня Алексеево; на расстоянии около 0,5 км к юго-западу расположена деревня Бакунино, далее к югу на берегах Хоравки деревня Филипцево, Дягилевка, Борщевка и Овсецовка.

## История
На плане Генерального межевания Борисоглебского уезда 1792 года вместо Бакунино показаны деревня Овсецова и погостъ Овсецовъ. В 1825 году Борисоглебский уезд был объединён с Романовским уездом. По сведениям 1859 года нет ни деревни Овсецово, ни деревни Бакунино. В селе Овсецово с 1812 года существовал Никольский храм, который не сохранился. В 1911 году была построена зимняя церковь Казанской иконы божьей матери, руины которой существуют до сих пор.
Бакунино было центром сельсовета. С 1929 года Бакунинский сельский совет входил в состав Рыбинского района. Постановлением Президиума ВЦИК от 1 января 1932 года Рыбинский район был ликвидирован и Бакунинский сельсовет был передан в Угличский район. С 25 января 1935 года Постановлением Президиума ВЦИК передан во вновь созданный Большесельский район. По Указу Президиума Верховного Совета РСФСР от 14 июня 1954 года объединен с Большесельским сельским Советом.

## Население
| 1859 | 1914 | 2007 | 2010 |
| ---- | ---- | ---- | ---- |
| 19   | ↗24  | ↘6   | ↘5   |

## Достопримечательности
В селе расположена недействующая Церковь Казанской иконы Божией Матери (1911). 